# Sason colemani
Espèce
Sason colemani est une espèce d'araignées mygalomorphes de la famille des Barychelidae.

## Distribution
Cette espèce est endémique du Queensland en Australie. Elle se rencontre vers Cairns et cap Tribulation.

## Description
La carapace du mâle holotype mesure 2,43 mm de long sur 2,28 mm et l'abdomen 2,50 mm de long sur 1,95 mm et la carapace de la femelle paratype mesure 1,90 mm de long sur 1,64 mm et l'abdomen 4,88 mm de long sur 3,75 mm

## Étymologie
Cette espèce est nommée en l'honneur de Norman C. Coleman.

## Publication originale
- Raven, 1986 : A revision of the spider genus Sason Simon (Sasoninae, Barychelidae, Mygalomorphae) and its historical biogeography. Journal of Arachnology, vol. 14, no 1, p. 47-70 (texte intégral).